# 米克尔·戈德尔
米克尔·戈德尔（挪威語：Mikkel Gaarder，1970年6月23日—），挪威男子田径运动员。他曾代表挪威参加2000年和2004年夏季残疾人奥林匹克运动会田径比赛，其中2000年夏季残奥会获得一枚银牌。